# Анна Вілер
Анна Джонсон Пелл Вілер (англ. Anna Johnson Pell Wheeler; 5 травня 1883 — 26 березня 1966) — американська математикиня. Найбільш відома завдяки раннім роботам з лінійної алгебри в нескінченних розмірах, які пізніше стали частиною функціонального аналізу.

## Біографія
Анна Джонсон народилася 5 травня 1883 року в сім'ї шведських іммігрантів у Гавардені, штат Айова, США. Коли дівчинці було дев'ять, її сім'я переїхала в Акрон (Айова), і її зарахували до приватної школи. У 1903 році закінчила Університет Південної Дакоти і почала роботу в Університеті Айови. За дисертацію під назвою «Розширення теорії Галуа до лінійних диференціальних рівнянь» отримала ступінь магістра в 1904 році. Анна отримала другу вищу освіту через рік у коледжі Редкліфф, де взяла курси від Максима Бехера та Вільяма Фогга Осгуда.
У 1905 році вона виграла стипендію Еліс Фрімен Палмер в коледжі Веллслі, щоб провести рік в Геттінгенському університеті, де навчалася у Давида Гільберта, Фелікса Кляйна, Германа Мінковського та Карла Шварцшильда. Коли вона працювала за темою докторської дисертації, її відносини з Олександром Пеллом, колишнім професором з Університету Південної Дакоти, суттєво зміцнішали. Він відправився в Геттінген, і вони одружилися в липні 1907 року. Ця поїздка стала суттєвою загрозою для життя Пелла, оскільки він був колишнім російським подвійним агентом, справжнім ім'ям якого був Сергій Дегаєв.
Після весілля, пара повернулася до Південної Дакоти, де Анна викладала класи в теорії функцій і диференціальних рівнянь. Захистила кандидатську дисертацію у 1909 році в Чикаго.
У 1911 році її чоловік переніс інсульт, і Анна, після навчання на заняттях в Університеті Арму, залишилася на посаді в коледжі Маунт-Голіок. Викладала там протягом семи років.
У 1917 році, в останній рік роботи в коледжі Маунт-Голіок, вона опублікувала статтю про метод Штурма. Цей стаття загубилася майже на 100 років і лише нещодавно була знову знайдена.
У 1918 році вона стала доцентом в коледжі Брін Мар в Пенсільванії. Через три роки вона стала керівником кафедри математики, а у 1925 році — професором.
У 1927 році вона стала першою жінкою, яка презентувала лекцію в Американському математичному товаристві «Колоквіум»
Джонсон померла в 1966 році після перенесеного інсульту.